# Bullo River
Bullo River är ett vattendrag i Australien. Det rinner ut i Victoria River och ligger i territoriet Northern Territory, omkring 350 kilometer söder om territoriets huvudstad Darwin.
Trakten runt Bullo River består i huvudsak av gräsmarker. Trakten runt Bullo River är nära nog obefolkad, med mindre än två invånare per kvadratkilometer. Genomsnittlig årsnederbörd är 1 366 millimeter. Den regnigaste månaden är februari, med i genomsnitt 362 mm nederbörd, och den torraste är augusti, med 1 mm nederbörd.